# シュヴェルニー
シュヴェルニー（Cheverny）またはシュベルニーは、フランス中部のサントル＝ヴァル・ド・ロワール地域圏のロワール＝エ＝シェール県に属するロワール渓谷沿いのコミューンである。ブロワの南西10kmに位置する。観光客で賑わうシュヴェルニー城がある。